# Rede Anísio Teixeira
Rede Anísio Teixeira é o Programa de Difusão de Mídias e Tecnologias Educacionais Livres da Rede Pública Estadual de Ensino da Bahia, instituído pela Portaria nº 9.004/08, da Secretaria da Educação do Estado da Bahia. A Rede está vinculada ao Instituto Anísio Teixeira (IAT), órgão da SEC, sediado em Salvador.

## Equipe pedagógica e técnica
A Rede Anísio Teixeira conta com uma equipe multidisciplinar de professores que trabalham em parceria com técnicos do audiovisual e da informática para as ações de formação, produção, catalogação e compartilhamento de mídias e tecnologias educacionais livres, de modo crítico, ético e contextualizado, com estudantes e professores das escolas públicas estaduais.
Todas as produções da Rede Anísio Teixeira convergem para a Plataforma Anísio Teixeira, um repositório com mais de 7.000 conteúdos, disponibilizados sob licenças Creative Commons, para livre acesso e download.

## Projetos
Integram o programa Rede Anísio Teixeira os seguintes projetos:
- Plataforma Anísio Teixeira (antigo Ambiente Educacional Web - AEW)
- TV Anísio Teixeira
- Blog da Rede (antigo Blog do Professor Web - PW)

## Premiações
A Rede Anísio Teixeira foi finalista em 3 categorias no Prêmio ARede Educa 2016, conforme abaixo:
- Prêmio Especial Recursos Educacionais Abertos: Programa Rede Anísio Teixeira
- Plataformas Educacionais: Ambiente Educacional Web (atual Plataforma Anísio Teixeira)
- Mídias Sociais: Blog do Professor Web e da Professora On Line (atual Blog da Rede)

A Rede AT ficou em segundo lugar, na modalidade Setor Público, com o Ambiente Educacional Web (atual Plataforma Anísio Teixeira) e o Blog do Professor Web e da Professora Online (atual Blog da Rede), entre os mais de 220 projetos classificados.